# Раде Вукосављевић
Радивоје Раде Вукосављевић (Београд, 22. новембар 1959) бивши је југословенски и српски професионални кошаркаш.

## Биографија
Радивоје је рођен 22. новембра 1959. године од оца Војина познатијег као Брка, који је читав радни век радио у КК Црвена звезда као домар. Радивоје је током одрастања проводио време на теренима Црвене звезде на Калемегдану, где су играчи попут Зорана Славнића тренирали.

## Каријера

### Црвена звезда
Кошаркашку каријеру започео је у омладинском тиму Црвене звезде, 1970. године, када се придружио њиховом тиму до 12 година, а тренирао их је Војислав Везовић. Године 1975. приступио је тиму до 16 година, који је тада тренирао Миле Протић. Заједно са колегом из тима, Слободаном Николићем, Вукосављевић је освојио Југословенску кадетску лигу. Касније се придружуо сениорском тиму клуба. Године 1975. главни тренер Немања Ђурић убацио је Вукосављевића у први тим Црвене звезде током сезоне Прве лиге Југославије 1975/76. Дана 17. септембра 1975. године одиграо је прву професионалну утакмицу, када је са Црвеном звездом победио Таково резултатом 109 : 67, a он је постигао 4 поена. Његов саиграч Славнић похвалио је његов тадашњи стил игре и потенцијал.
Године 1978. Вукосављевићу је дијагностикована врло ретка болест, окоштавање кичме, након чега је провео неколико месеци на прегледима и лечењу у Москви. Дана 17. јануара 1979. године објављено је да ће Вукосављевић пропустити остатак сезоне 1978/79. због повреде. Током наредне сезоне додат је у списак играча Црвене звезде, а у то време главни тренер био је Ранко Жеравица. Пре почетка сезоне 1980/81. смршао је 25 килограма и због тога био приморан да буде на клупи целу сезону, а такође је провео три месеца на болничком лечењу. Вукосављевић се вратио у тим током сезоне 1981/82. Дана 3. марта 1982. године Вукосављевић је играо финале за Црвену звезду, која је славила резултатом 107 : 86 на мечу против Олимпије Љубљана, а ово је уједно била последња утакмица Вукосављевића пре пензионисања. Пензионисао се у 22. години због болести. Остварио је 114 званичних наступа за Црвену звезду, а постигао 450 поена.

### Национални тим
Вукосављевић је био члан кадетске репрезентације Југославије која је 1975. године освојила бронзану медаљу на Европском првенству за кадете одржаном у Атини и Солуну. Током шест турнирских утакмица просечно је постизао 9,7 поена по утакмици. На утакмици за треће место, Вукосављевић је постигао 21 поен у победи над Италијом резултатом 74 : 72.
Играо је за јуниорски тим Југославије, са којим је освојио златну медаљу на Европском првенству за јуниоре 1976. године одржаном у Сантијаго де Компостели. Током осам турнирских утакмица, постизао је просечно 9,4 поена по утакмици. У финалу првенства, Вукосављевић је постигао 15 поена у победи над Совјетским Савезом, резултатом 92 : 83.